# Missa de Barcelona

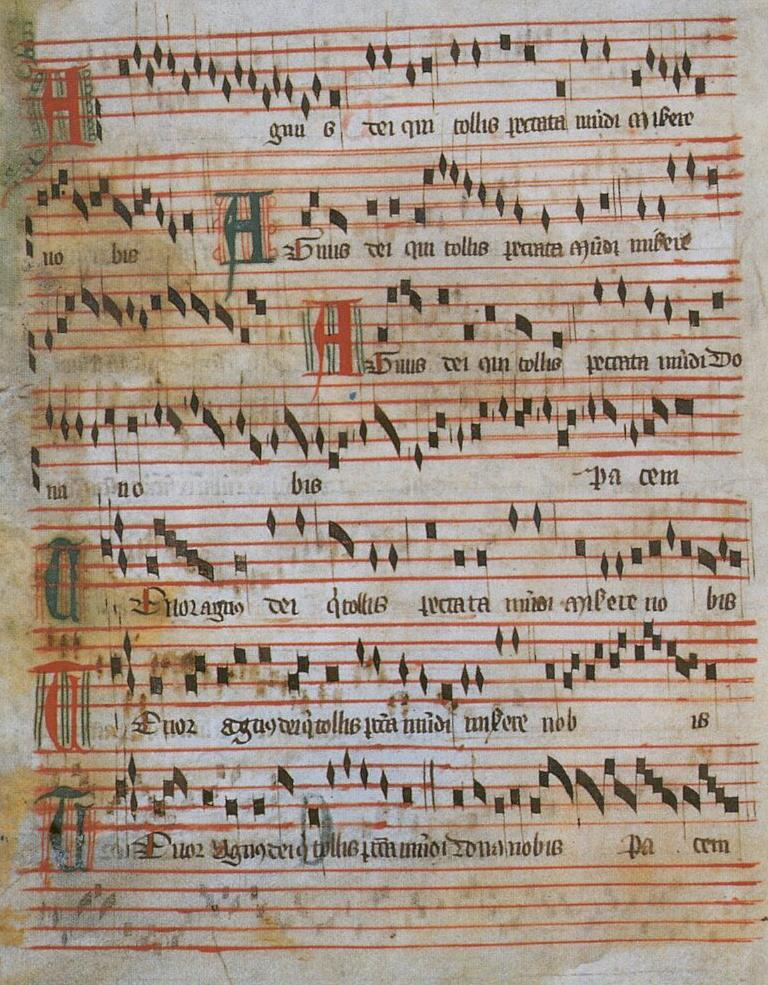
Agnus Dei de la Missa de Barcelona

La Missa de Barcelona és una missa polifònica composta al voltant de 1360. Pertany al repertori d'Avinyó i probablement procedeix de la capella del rei Martí l'Humà. Constitueix, juntament amb la Missa de Notre-Dame de Guillaume de Machaut, la Missa de Tolosa, la Missa de Tournai i la Missa de la Sorbona, un dels primers cicles polifònics complets de la missa que ha sobreviscut.
Es troba al començament d'un petit manuscrit: Barcelona, Biblioteca de Catalunya 971, trobat el 1925 a Vilafranca del Penedès i traslladat a la Biblioteca de Catalunya pel musicòleg Higini Anglès.
Consta de les cinc parts habituals: Kyrie, Glòria, Credo, Sanctus i Agnus Dei. Totes són a 3 veus menys l'Agnus Dei que és a 4 veus. Les diferents parts no van ser compostes des del principi per formar una unitat, sinó que es van reunir per acoblar la missa. De fet, el Glòria i el Credo es troben també en altres fonts. Malgrat això, la missa mostra una certa coherència interna.
Les diferents parts es deuen a diversos compositors anònims. Només al Credo s'esmenta el que podria ser el nom del seu compositor, Sortes o Sortis. S'ha proposat que aquest nom podria pertànyer a l'organista Steve de Sort, que va viure en la Cort d'Aragó o bé a Nicholas Sortes, que va viure entorn d'Avinyó.
A diferència d'altres misses de l'època com la de Tournai o la de Tolosa, la Missa de Barcelona no inclou un motet sobre Ite, missa est ni un Benedictus, ni tampoc té connexió amb el cant pla. A més, està més relacionada amb el repertori d'Avinyó que les altres.

## Discografia

### Discos amb la missa completa
- 1971 - Messe de Barcelone - Ars Nova du XIVe siècle. Atrium Musicae de Madrid. Gregorio Paniagua. Harmonia mundi HMF 10.033. Dades a medieval.org - (anglès)
- 1979 - Missa Tournai - Missa Barcelona. Pro Cantione Antiqua. Bruno Turner. Deutsche Harmonia mundi (BMG) GD 77195. Dades a medieval.org - (anglès)
- 1988 - La Messe de Barcelone - La Messe de Toulouse - Chansons, motets, danses. Musique liturgique et profane du XIVe siècle Ensemble médiéval de Toulouse. Pierre Hudrisier. Ariane ARI 148. Dades a medieval.org - (anglès)
- 1995 - Barcelona Mass - Song of the Sibyl. Obsidienne. Emmanuel Bonnardot. Opus 111 30-130. Dades a medieval.org - (anglès)

### Discos amb només l'Agnus Dei
- 1968 - Le Moyen-Age Catalan, de l'art roman à la renaissance. Antologia històrica de la música catalana. Ars musicae de Barcelona. Eric Gispert. Harmonia mundi HMA 190 051. PDI G-80.1053. Dades a medieval.org - (anglès)
- 2005 - La Harpe de Mélodie. Música en temps de Benet XIII, el Papa Lluna. Obres dels còdexs de Chantilly, Apt, Ivrea, Barcelona i València. Capella de Ministrers i Cor de la Generalitat Valenciana. Carles Magraner. Licanus "Capella de Ministrers" CDM 0512. Dades a medieval.org - (anglès)